# Emanuel Pendl

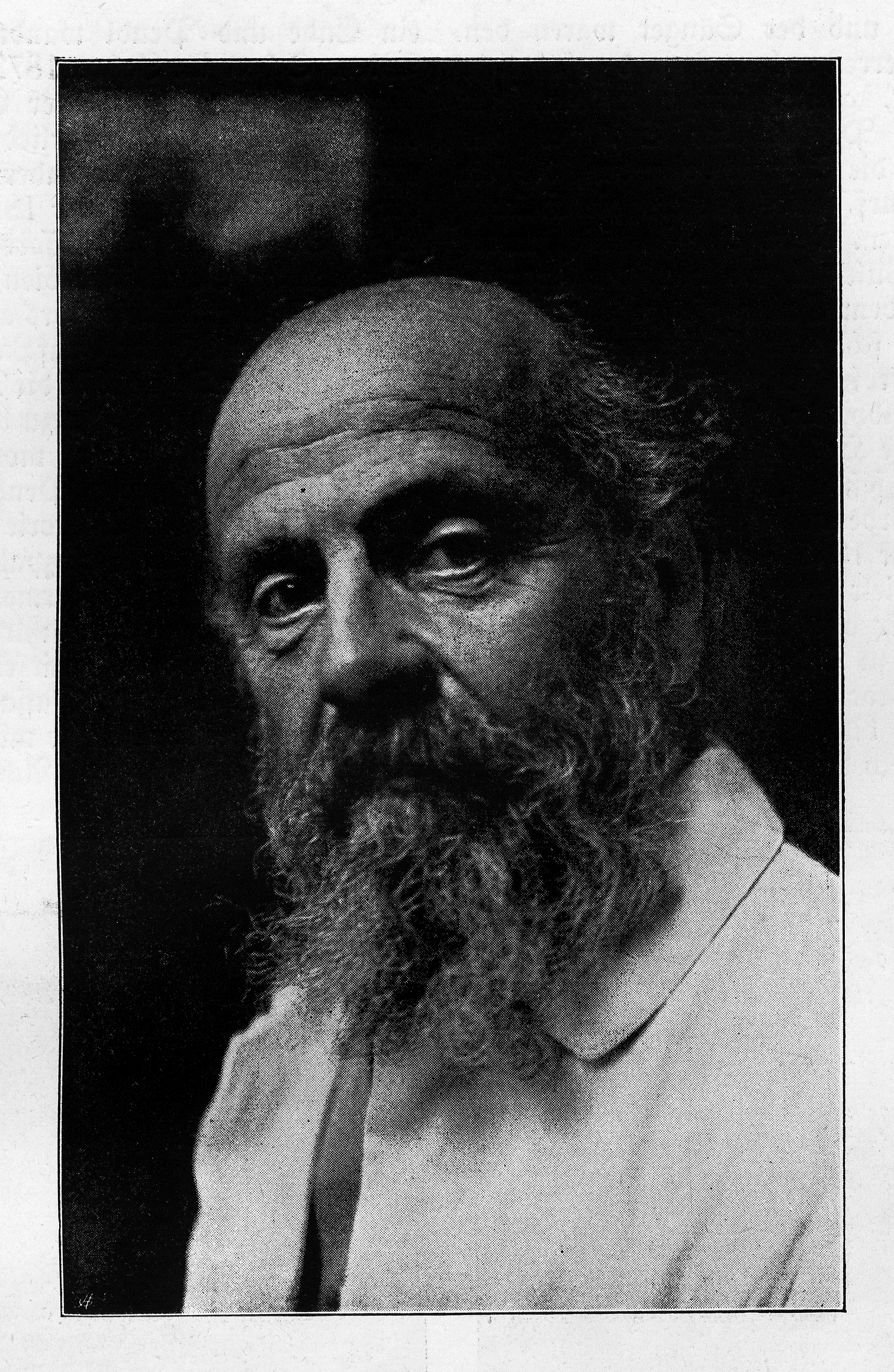
Emanuel Pendl (1925)

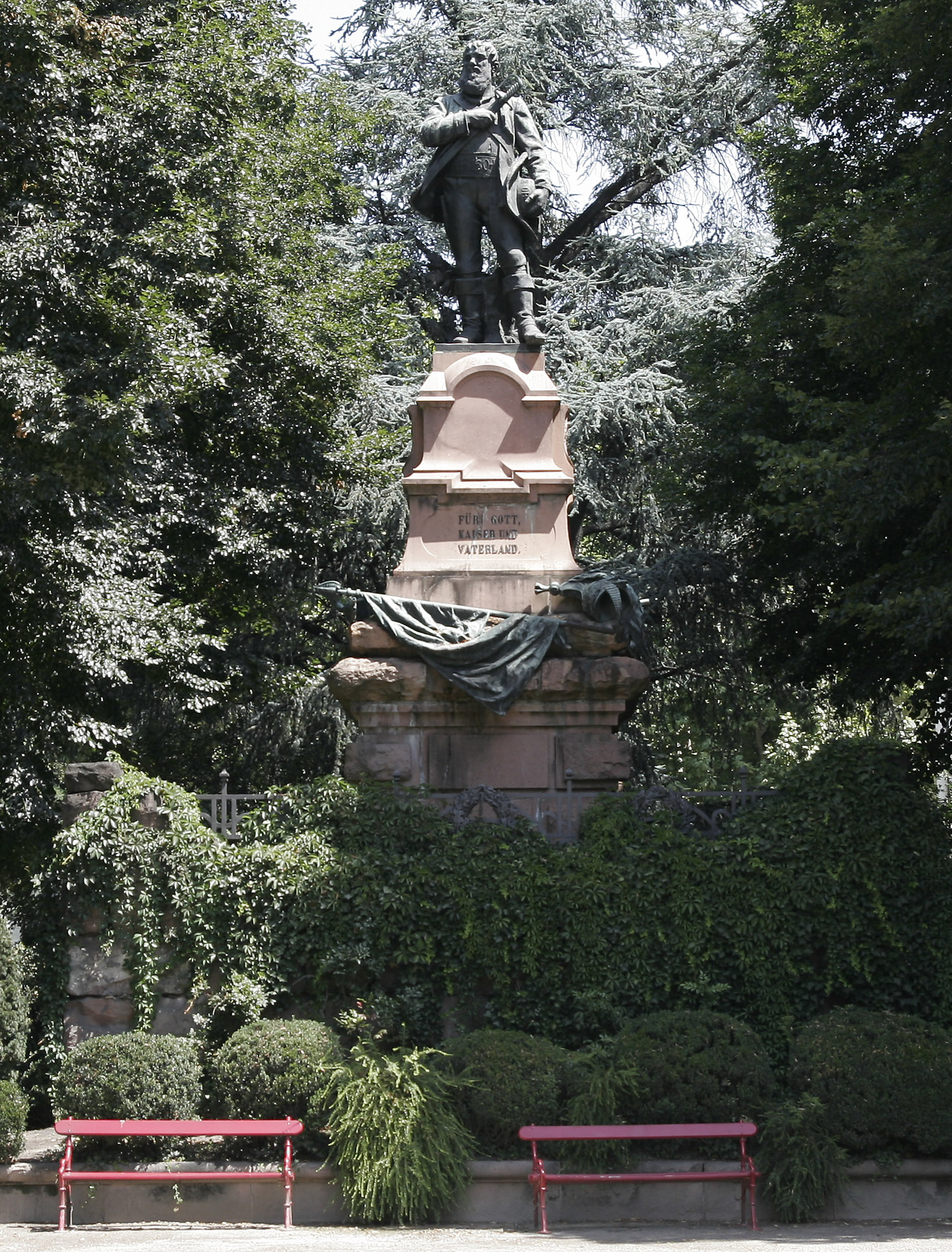
Pendl: Andreas-Hofer-Denkmal in Meran

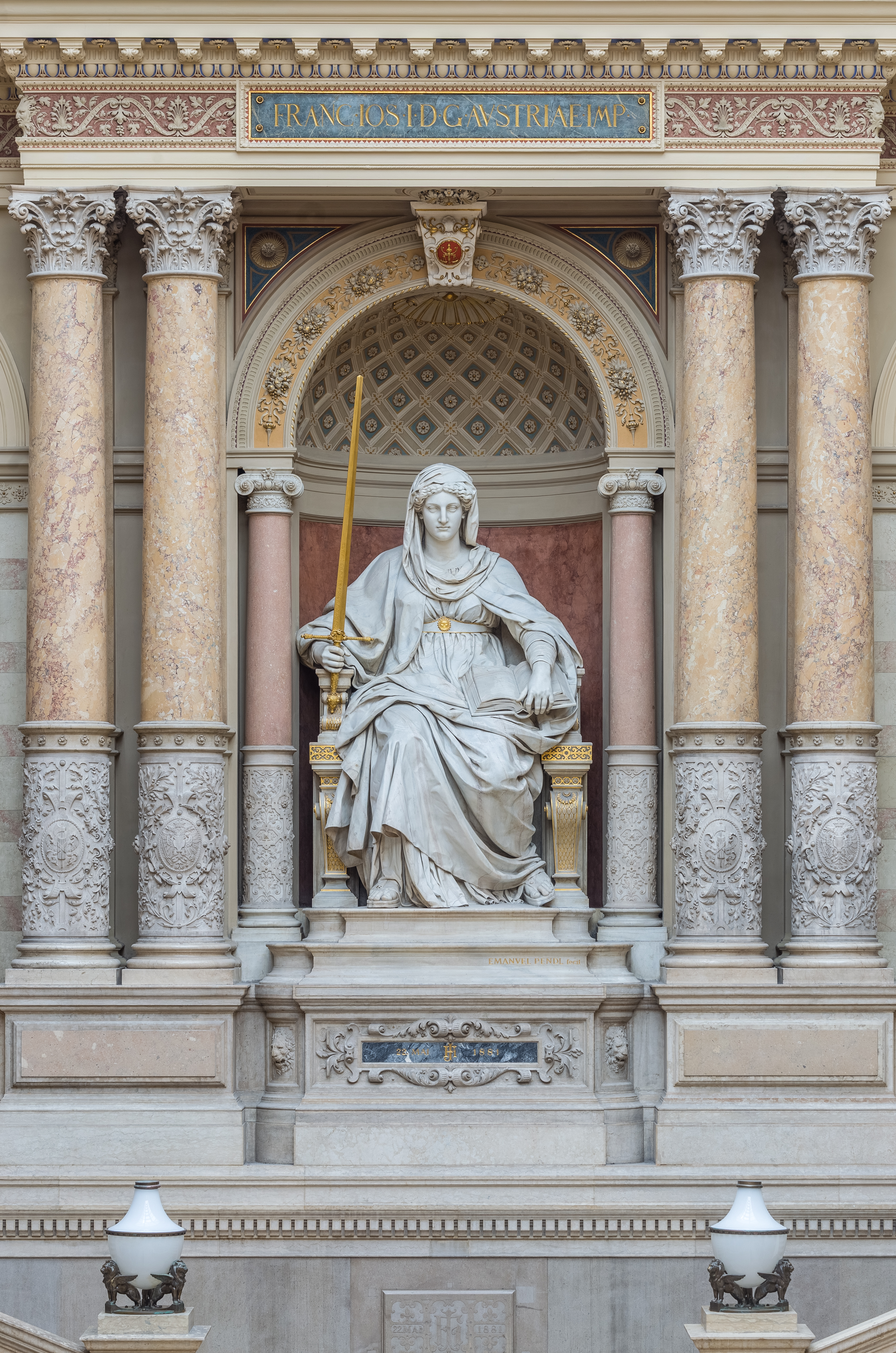
Pendl: Statue der Justitia im Wiener Justizpalast

Emanuel Pendl (* 23. Februar 1845 in Meran; † 28. September 1927 in Wien) war ein österreichischer Maler und Bildhauer mit Südtiroler Wurzeln (Sohn des Bildhauers Franz Xaver Pendl und Enkel des Johann Baptist Pendl (1791–1859)). Er ist der Vater Erwin Pendls.

## Leben und Wirken
Bis zum Jahre 1866 studierte Emanuel Pendl an der Akademie der schönen Künste in Venedig bei Luigi Ferrari. Danach ging der nach Wien und studierte an der Wiener Akademie der bildenden Künste.
Emanuel Pendl hat zahlreiche Monumentalplastiken für Wiener Ringstraßenbauten geschaffen beziehungsweise mit künstlerischem Schmuck versehen, wie etwa am Justizpalast, dem Burgtheater, dem Parlament, der Universität Wien und dem Wiener Rathaus. Weitere bedeutende Objekte Pendls sind die Plastiken am Hauptgebäude der Karl-Franzens-Universität sowie an der Fassade des Rathauses in Graz und das Andreas-Hofer-Denkmal in Meran.
Berichten zufolge versuchte Pendl am 15. August 1919, gemeinsam mit seiner schwer nervenkranken Frau, Selbstmord durch Einatmen von Gas. – Meldungen über den Vorfall, der Franziska Pendl das Leben kostete, wurden jedoch von den beiden Söhnen Pendls der Presse gegenüber dahin gehend korrigiert, dass auf Seiten ihres Vaters keine Selbstmordabsicht bestanden habe, das Einatmen von Leuchtgas durch deren Mutter einem Anfalle von Sinnesverwirrung zuzuschreiben wäre.
Pendl, der in der Wehlistraße 226, nahe dem Wiener Prater wohnte, wurde am 9. September 1927 am Rande des Pratersterns von einem Straßenbahnzug der Linie AK niedergestoßen. Die Verletzungen durch den Unfall führten binnen dreier Wochen zum Tod.
Emanuel Pendl wurde in einem Ehrengrab der Stadt Wien bestattet (Wiener Zentralfriedhof, Gruppe 33 F, Reihe 1, Nr. 26).

## Werke (Auszug)
- Statue Justitia, um 1880, Justizpalast, Wien
- Statuetten Löwen, gleiche Zeit, Justizpalast, Wien
- Bildnisrelief Johann Hermann von Hermannsdorf, um 1900, Gips schellackiert, 51 × 38,5 cm, Heeresgeschichtliches Museum, Wien
- Bildnisreflief Hauptmann Friedrich Hensel, um 1900, Gips schellackiert, 51 × 38,5 cm, Heeresgeschichtliches Museum, Wien
- Andreas-Hofer-Denkmal in Meran, 1914, eingeweiht 1920[6]